# Башня Набемба
Башня Набемба (фр. La Tour Nabemba, также известная как Башня Эльф (фр. La Tour Elf)) — высотное здание в Браззавиле, столице Республики Конго. Спроектирована французским архитектором Жаном Мари Леграном и построена в 1982—1986 годах. Названа в честь одноименной горы, самой высокой на территории Республики Конго. В башне расположены штаб-квартира нефтяной компании Эльф-Конго, различные учреждения, а также офисы международных организаций, в частности ЮНЕСКО.

## Расположение и высота
Башня Набемба находится в юго-восточной части Браззавиля, на берегу реки Конго. Её общая высота (без антенны) составляет 106 метров, количество этажей: 30. Является самым высоким зданием в Республике Конго, а также во всей центральной Африке.

## Внешний облик и интерьер
Башня выполнена в футуристическом стиле и представляет собой слегка вогнутый по бокам цилиндр, расширяющийся у верхнего и нижнего края, стоящий на пятиэтажном прямоугольном основании. Экстерьер башни оформлен чередующимися вертикальными полосками из стекла и белого бетона, которые подчеркивают элегантный силуэт здания. Внутренний план здания, с 6 по 27 этаж, представляет концентрические окружности. В самом центре располагаются лифты и инженерные коммуникации, которые обрамлены коридором. Во внешнем круге располагаются офисы. Здание оборудовано системой кондиционирования и автономными электрическими генераторами. Имеется подземная парковка.
Башня сильно пострадала во время военного переворота 1997 года. Её восстановление обошлось в сумму, эквивалентную 9 млн долларов США.